# Distretto di Molki
Il distretto di Molki è uno dei quattordici distretti della regione di Gasc-Barca, in Eritrea. Ha per capoluogo la città di Molki.